# Невицька Ірина Павлівна
Іри́на Павлівна Неви́цька, до шлюбу Бурик, псевдоніми — Анна Новак, Анна Горіяк (*10 грудня 1886, Збудська Біла — †21 листопада 1965, Пряшів) — українська письменниця Словаччини, громадська діячка. Відігравала значну роль в культурному житті Словаччини: видавала перший жіночий календар, заснувала український журнал «Слово народу». 

## Життєпис
Народилася 10 грудня 1886 року у селі Збудська Біла на Лабірщині (Східна Словаччина, Пряшівщина).
Батько — Павло Бурик, український інтелігент, випускник Будапештського та Віденського університетів, гімназійний професор, і мати — до шлюбу Анна Ковалицька, походили з родини священиків.
Своїм дітям (в сім'ї виростали старший брат Ірини Павло і молодша сестра Ольга) батьки прищеплювали любов до віри предків, слова та народної пісні. Немало зусиль вихованню онуків доклала бабуся по батькові, яка особисто зналася з О. Духновичем, слугувалася у навчанні його букварем, граматикою М. Лучкая, творами О. Павловича. За твердженням А. Волошина, «родинний дім Павла Бурика був домом духу щиро руського».
Жила в м. Пряшів та Стара Любовня. Закінчила німецьку школу, потім навчалась в Пряшівському університеті, але його не закінчила. Деякий час жила в містах Чичава, Удол та Ужгород. З 1922 року і до смерті жила в Пряшеві. Перші твори друкувала в журналах «Неділя» та «Наука». Автор книжок «Правда побідила» (1924), «Дарунок» (1929), «Матій Куколка» (1968,1994). Написала також кілька драматичних творів, з яких потім була складена п'єса «Боже Провидіння».
За відсутності шкіл з рідною мовою навчання, початкову освіту Невицька отримала в німецькій школі, а горожанську — в угорській. Згодом 16-річною студенткою Пряшівської семінарії стала дружиною богослова, відомого культурного діяча Пряшівщини, письменника і народовольця Омеляна Невицького.
Після розпаду Австро-угорської монархії О. Невицький ініціював заснування у Старій Любовні першого народного органу закарпатських українців — Руської Народної Ради під гаслом злуки з Україною. В ухваленому 8 листопада 1918 року «Маніфесті до русинів Угорщини» було заявлено: «На другому боці Карпат живуть такі ж самі русини, як і ми. Їх мова, звичаї такі ж, як і у нас, а тому вони наші брати. З ними ми етнографічно ставимо один великий багатомільйонний народ…». Така позиція не узгоджувалася з офіційною політикою Чехословаччини стосовно Підкарпатської Русі, тому О. Невицький емігрував до Америки, після чого І. Невицька поселяється в Пряшеві, де організовує «Союз руських жін», а у 1930 році стає ініціатором заснування місцевої «Просвіти». У 1931-32 роках — редагує газету «Слово народа» — першого у Східній Словаччині часопису, що виходив українською літературною мовою.
У 1933 році будучи визначною письменницею І. Невицька переїжджає до Ужгорода та поринає в громадсько-політичне життя краю. Вона засновує жіночу секцію при товаристві «Просвіта», входить до Першої Руської Центральної Народної Ради, очолює Жіночий союз, як член центрального проводу Українського Національного Об'єднання бере безпосередню участь у підготовці та проведенні виборів до Сойму Карпатської України.
Померла 21 листопада 1966 р. у Пряшеві.

## Творчість
Авторка історичного роману «Правда побідила» (Пряшів, 1924), збірки «Дарунок» (1929). Більшість її творів не опубліковано.
Як прозаїк і поетеса, Невицька дебютувала ще на початку минулого століття в газетах «Наука» та «Неділя», що виходили в Ужгороді та Будапешті. До цього періоду відноситься її публіцистична праця «До руських жін» з соціальних проблем карпатського жіноцтва. В 1912 році в Удолі, де проживали Невицькі, побачила світ і була поставлена п'єса «Боже провидіння». Перу Невицької належать також п'єси «Огонь», «Рождественський дарунок», «Безнадійні», «Доля», «Князь Федір Корятович» та інші.
Численні вірші І. Невицької були відгуком на злободенні теми. Ця віршована публіцистика служить своєрідним літописом і не втрачає актуальності і в наш час…
Високим громадським звучанням сповнені такі рядки: «…До праці, до діла, до волі, до життя, — доста було спання!» («Соловей»), «…За правду бій, спасе рід мій!» («Дзвін перемоги»). У віршах «Верховина» та «Завіяв вітер» тривога за нещасливу долю краю змінюється сподіваннями, що «зацвіте весною нива», і «буде ще тут рай!».
Гімном злуки українських земель сприймаються рядки вірша «Корятович на верхах Карпат».:
І злучиться народ князя з народом Карпат, І в своїй любові щирій брата вбійме брат.
І. Невицька авторка першого закарпатоукраїнського історичного роману «Правда побідила» про добу переслідування християнства. Із малої прози заслуговують уваги її оповідання «Дарунок», «Буря», «Подорож», та вершиною літературного дару Невицької-прозаїка стала повість «Пригоди Матія Куколки», яка частинами надходила до юних читачів зі сторінок журналу «Пчілка». У 1939 році за часів Карпатської України він був підготований до друку в Хусті за редакцією відомого українського літературного критика М. Мухина. Перша частина вийшла друком у ПРяшеві 1964 р., усі чотири там само 1969 р., залишилася невидрукуваною п'ята частина.
Писала також публіцистичні статті з проблем народної культури, соціології, феміністки, нариси, казки, поезію і прозу. І. Невицька друкувала переважно під псевдонімами в тогочасних виданнях: «Неділя русина», «Руське слово», «Наш рідний край», «Свобода», «Літературний листок», в альманасі «Трембіта» та ін.
У 30-х роках письменницю вшановувала громадськість Праги, Львова, Ужгорода, Пряшева, Коломиї… А. Волошин відзначив «каменярську працю» своєї «щирої помічниці для блага улюбленого нею нашого народу». Та повернувшись у Пряшів після придушення Карпатської України, вона була позбавлена уваги літературного товариства і померла 21 листопада 1965 року забутою.

## Пам'ять
Ірина Невицька була першою серед літераторів Закарпаття жінкою-прозаїком та першою в історії краю жінкою-політиком.
В Удольському домі культури було відкрито меморіальну дошку, присвячену Ірині Невицькій.